# Дриймуъркс Анимейшън
Дриймуъркс Анимейшън (на английски: DreamWorks Animation LLC) (известен също като DreamWorks) е американско анимационно студио и дъщерно дружество на Юнивърсъл Студиос, което е дъщерно дружество на Ен Би Си Юнивърсъл на Комкаст. Базиран е в Глендейл, Калифорния, и продуцира анимационни пълнометражни филми, телевизионни сериали и онлайн виртуални игри. Студиото е пуснало 39 пълнометражни филма, започвайки с „Мравката Z“ (Antz) от 1998 г.; а най-новият му филм беше „Круд: Нова епоха“ (The Croods: A New Age) от 2020 г.. Предстоящите им проекти включват „Неукротимият Спирит“ (Spirit Untamed) на 4 юни 2021 г., „Бебе Бос: Семеен бизнес“ (The Boss Baby: Family Business) на 17 септември 2021 г., The Bad Guys на 15 април 2022 г. и Puss in Boots: The Last Wish на 23 септември 2022 г.
Първоначално създадена като подразделение на Дриймуъркс Пикчърс през 1994 г. от някои възпитаници от бившия анимационен клон Амблименейшън на Амблин Ентъртейнмънт, тя е обособена в отделна публична компания през 2006 г. Дриймуъркс Анимейшън поддържа своя кампус в Глендейл, както и сателитните студия в Индия и Китай. На 22 август 2016 г. Ен Би Си Юнивърсъл придоби Дриймуъркс Анимейшън за 3,8 млрд. долара.
Към май 2019 г. пълнометражните му филми са спечелили 15,019 милиарда долара по света, като средният брутен филм е $417,2 милиона. Петнадесет от техните филми, продуцирани от студиото, са сред 50-те най-касови анимационни филма, като „Шрек 2“ (Shrek 2) е единадесетият най-висок за всички времена. Въпреки че в миналото студиото е правило и традиционни анимационни филми, както и две копродукции със стоп-моушън с Aardman Animations, всички техни филми сега използват компютърна анимация.
Студиото е спечелило три награди „Оскар“, както и 41 награди „Еми“ и множество награди „Ани“ и множество номинации за „Златен глобус“ и БАФТА. През последните години анимационното студио придоби и създаде нови подразделения в опит да се разнообрази отвъд високорисковия филмов бизнес.
Филмите, продуцирани от Дриймуъркс Анимейшън, първоначално се разпространяват по целия свят от Дриймуъркс Пикчърс от 1998 до 2005 г., след това от Парамаунт Пикчърс от 2006 до 2012 г. и Туентиът Сенчъри Студиос от 2013 до 2017 г. Юнивърсъл Студиос понастоящем разпространява филмите на DWA от 2019 г. нататък и освен това притежава правата върху обратния каталог на DWA.

## История

### Ера от DreamWorks SKG (1994 – 2006)
На 12 октомври 1994 г. трио развлекателни играчи, филмовия режисьор и продуцент Стивън Спилбърг, бившият изпълнителен директор на Дисни, Джефри Каценберг и изпълнител на музиката Дейвид Гефен, основават DreamWorks SKG (трите писма, взети от фамилните имена на основателите). За да изгради базата за таланти, Спилбърг привлече артисти от базираното в Лондон студио Amblimation, докато Каценберг набра част от най-добрите анимационни кадри от Дисни. Някои от художниците на Amblimation идват в DreamWorks през 1995 г., когато е завършен последният пълнометражния филм на студиото, озаглавен „Балто“ (Balto), а останалите го правят след закриването на студиото през 1997 г.
През 1995 г. DreamWorks подписа договор за съвместна продукция с Pacific Data Images, за да образува дъщерното дружество PDI, LLC (PDI притежаваше 60% от PDI, LLC, докато DreamWorks SKG притежаваше 40%). Тази нова единица произвежда компютърно генерирани пълнометражни филми, започвайки с „Мравката Z“ (Antz) през 1998 г. През същата година DreamWorks SKG продуцира „Принцът на Египет“ (The Prince of Egypt), който използва както компютърна технология, така и традиционни анимационни техники.
През 1997 г. DreamWorks си партнира с британското студийно анимационно студио Aardman Animations, за да продуцира и разпространява (Chicken Run) през 2000 г., филм със стоп-моушън, който вече е в предварителна продукция. Две години по-късно те удължиха сделката за още четири филма. Тъй като Aardman прави стоп-моушън и съществуващите традиционни и компютърни продукции, те обхващат и трите основни стила на анимацията. В това партньорство DreamWorks участва в производството на стоп-моушън филми в Бристол, а също така Aardman участва в някои от CGI филмите, направени в САЩ.
Три години по-късно DreamWorks SKG създава DreamWorks Animation, ново бизнес подразделение, което редовно ще произвежда и двата вида анимационни пълнометражни филми. Същата година DW придобива мажоритарен дял (90%) в PDI и го реформира в PDI/DreamWorks, клон на Северна Калифорния в новия си бизнес отдел.
През 2001 г. „Шрек“ е пуснат и печели първата награда на Оскар за най-добър пълнометражен анимационен филм. Поради успеха на анимационните филми DWA реши същата година да напусне бизнеса с ръчна анимация след следващите два от общо четири ръчно рисувани филма. Започвайки с „Шрек 2“ (Shrek 2) 2004 г., всички освободени филми, различни от някои копродуцирани с Aardman, се очаква да бъдат продуцирани с компютърна анимация. Изданията на „Шрек 2“ (Shrek 2) и „История с акули“ (Shark Tale) също направиха DWA първото анимационно студио, което произвежда две компютърно анимирани пълнометражни филми за една година.

### Публична корпорация (2004 – 2017)
На 27 октомври 2004 г. подразпределението за анимация беше отделена в публично търгувана компания на име DreamWorks Animation SKG, Inc. (правеща бизнес като DreamWorks Animation LLC) и търгувана чрез Нюйоркската фондова борса. Каценберг оглавяваше новото подразделение, докато Спилбърг и Гефен останаха на борда като инвеститори и консултанти. DWA също наследява интереси в PDI / DreamWorks. Те сключиха споразумение с бившия си родител да разпространяват всичките им филми, докато не представят дванадесет нови филма или 12 декември 2010 г., в зависимост от това, което настъпи последно.
На 31 януари 2006 г. DWA сключи споразумение за разпространение с Paramount Pictures, което придоби бившия родител и партньор на DWA, DreamWorks SKG. Споразумението предостави на Paramount световни права за разпространение на всички анимационни филми, включително издадени по-рано филми, до доставката на 13 нови анимационни игрални филма или до 31 декември 2012 г., което от двете настъпи последно. „Уолъс и Громит: Проклятието на заека“ (Wallace & Gromit: The Curse of the Were-Rabbit) е последният филм, разпространяван от бившия му дистрибуторски екип, а „През плета“ (Over the Hedge) е първият филм, разпространен от Paramount.
Партньорството на DWA с Aardman приключи след пускането на „Отнесени“ (Flushed Away) през ноември 2006 г., след като изнесе три от пет филма. Съобщението беше направено преди излизането на филма, на 3 октомври, като се позовава на „творчески различия“. DWA запази съсобствеността върху правата върху всички филми, копродуцирани с Aardman, с изключение на „Уолъс и Громит: Проклятието на заека“ (Wallace & Gromit: The Curse of the Were-Rabbit) от 2005 г., за които те запазиха само правата за световно разпространение.
На 13 март 2007 г. DreamWorks Animation обяви, че ще пусне всички свои филми, започвайки с „Чудовища срещу извънземни“ (Monsters vs. Aliens) през 2009 г., в стереоскопичен 3D. Заедно с Intel, те съвместно разработват нова технология за създаване на 3D филми, InTru3D.
През 2008 г. DWA разшири производствения си тръбопровод до Бангалор, Индия, където създадоха специално звено в Technicolor, наречено DreamWorks Dedicated Unit. Устройството е собственост на Technicolor, но DreamWorks наема и обучава аниматорите, които след това допринасят за проекти на DreamWorks. DDU първоначално работеше само по телевизионни промоции, като „Веселият Мадагаскар“ (Merry Madagascar) през 2009 г., „Да се нашрекаш от страх“ (Scared Shrekless) през 2010 г. и проекти за DVD. В крайна сметка те започнаха да допринасят и за пълнометражните филми на DreamWorks, започвайки с анимация на част от „Котаракът в чизми“ (Puss in Boots) през 2011 г.
От 2009 г. студиото е редовен гост в списъка на 100-те най-добри компании, за които да работи. Като единствената развлекателна компания в списъка, те се класираха на 47-мо място през 2009 г., на 6-то място през 2010 г., на 10-то място през 2011 г., на 14-то място през 2012 г. и на 12-то място през 2013 г.
Започвайки през 2010 г., студиото е планирало да пусне пет пълнометражни филма в рамките на всеки две години, но на следващата година студиото преразгледа плановете си, „но след 2012 г. Каценберг каза, че студиото ще го играе на ухо, дори ако това означава да се откаже от неговата прокламация, че DWA ще се опита да пусне три филма за една година, всяка втора година.“ През 2010 г. DWA стана първото анимационно студио, което пусна три игрални CG-анимационни филма за една година. Същата година компанията закупува правата върху филма върху поредицата „Тролчета“ (Trolls).

### Диверсификация и разширяване (2012 – 2015)
През юли 2012 г. DreamWorks Animation спечели оферта за 155 милиона долара за придобиване на Classic Media, която оттогава е преименувана на DreamWorks Classics. През август 2012 г. DreamWorks Animation сформира съвместно предприятие с китайски инвестиционни компании, за да създаде базираната в Шанхай компания за развлечения, наречена Oriental DreamWorks, за разработване и продуциране на оригинални китайски филми и техните производни.
Според доклад на Los Angeles Times, DreamWorks Animation води преговори със Sony Pictures за разпространение на предстоящите си филми, като изданията на „Круд“ (The Croods) и „Турбо“ (Turbo) през 2013 г. Докладът също така споменава възможността Sony да се занимава с разпространение в САЩ, докато 20th Century Fox ще се занимава с международно разпространение. Подновяването на сделката с Paramount също беше открито, но само с по-благоприятни условия за Paramount (те дори предложиха едногодишно удължаване на сделката, но Каценберг искаше да получи по-добра сделка). Приблизително по същото време DreamWorks Animation влезе в преговори с Warner Bros. и за потенциална сделка за разпространение, но само от студиото.
През август 2012 г. DreamWorks Animation подписа петгодишна сделка за разпространение с 20th Century Fox за всички територии. Сделката обаче не включва правата за разпространение на предварително пуснати филми, които DWA придобива от Paramount по-късно през 2014 г. „Чудната петорка“ (Rise of the Guardians) през 2012 г. беше последният филм на DreamWorks Animation, разпространен от Paramount, а „Круд“ (The Croods) стана първият филм на DreamWorks Animation, разпространен от Fox.
На 11 април 2013 г. DreamWorks Animation обяви, че е придобила интелектуалната собственост за поредицата „Тролчета“ от Dam Family и Dam Things. DreamWorks Animation, която има „големи планове за поредица“, се превърна в ексклузивния световен лицензодател на правата върху стоките, с изключение на Скандинавия, където Dam Things остава лицензодател. На 1 май Каценберг и DWA обявиха намерението си да закупят YouTube канала AwesomenessTV, който беше финализиран по-късно през месеца.
На следващия месец DWA обяви многогодишна сделка за съдържание, за да предостави 300 часа ексклузивно оригинално съдържание на доставчика на медии за стрийминг на видео в Интернет, Netflix. Част от намерението на сделката беше отчасти да се установи по-надежден доход за DWA, за да се намали финансовият риск от разчитането единствено на пазара на пълнометражните филми. На следващия ден DWA завърши петгодишно лицензионно споразумение със Super RTL, за да започне през септември за библиотеката на Classic Media и шифъра на Netflix. С сключените сделки за Netflix и Super RTL за телевизия, DWA обяви наемане на изпълнителна власт за новата си телевизионна група DreamWorks Animation Television в края на юли. Бившият изпълнителен директор на Nickelodeon, Марги Кон, стана ръководител на телевизията за групата. През септември същата година DreamWorks обяви, че е придобил телевизионната библиотека на базираната в Лондон Chapman Entertainment с програми, които да се разпространяват чрез базираната в Обединеното кралство телевизионна операция на DWA.
На следващата година, през февруари, DreamWorks обяви създаването на ново издателско подразделение, наречено DreamWorks Press, за публикуване на книги в печат и цифров вид. През юни правата за „Котарака Феликс“ (Felix the Cat) бяха придобити от DreamWorks Animation от Felix the Cat Productions, собственост на Дон Ориоло. Същия месец канала DreamWorksTV дебютира в YouTube и се управлява от AwesomenessTV. След това DreamWorks Animation закупи правата на Paramount за разпространение на библиотеката преди 2013 г. през юли и оттогава партньорът на DreamWorks Animation за разпространение 20th Century Fox разпространява библиотеката от тяхно име до 2018 г., в която сестринското студио на DreamWorks Animation, Universal Pictures ги поема отговорности.
Съобщава се, че студиото е придобито два пъти в края на 2014 г. Първо, през септември беше съобщено, че японският конгломерат SoftBank води преговори за придобиване на DreamWorks Animation на цена от 3,4 млрд. долара, но на следващия ден беше съобщи, че SoftBank е оттеглил офертата си. След това на 12 ноември беше съобщено, че Hasbro е в преговори за закупуване на DreamWorks Animation през ноември. Съобщава се, че предложението призовава обединената компания да вземе името DreamWorks-Hasbro и Джефри Каценберг да стане неин председател, но по отношение на политиката нито Hasbro, нито DWA публично коментират сливанията и придобиванията. Два дни по-късно се съобщава, че преговорите са паднали.
DreamWorks Animation обяви старта си в бизнеса с телевизионно излъчване на 9 декември 2014 г., като създаде собствен канал, наречен DreamWorks Channel. С HBO Asia, който се занимава с партньорски продажби, маркетинг и технически услуги, мрежата ще стартира в няколко азиатски страни (с изключение на Китай и Япония) през втората половина на 2015 г. Премиерата на канала за първи път е на английски език на 1 август 2015 г., а канал, наречен тайландски, стартира през септември 2015 г. Също през декември DWA продаде 25% дял в AwesomenessTV за 81,25 милиона долара на Hearst Corporation.
На 5 януари 2015 г. DreamWorks Animation обяви, че Бони Арнолд, продуцент на поредицата „Как да си дресираш дракон“ (How to Train Your Dragon) и Мирел Сория, продуцент на поредицата „Мадагаскар“ (Madagascar), са определени за съпрезиденти на отдела за анимация на студиото. В същото време беше обявено също, че Бил Дамашке ще се оттегли от позицията си на главен творчески директор. По време на мандата на Арнолд и Сория те подписват с Джейсън Райтмани Едгар Райт, за да работят върху собствените си анимационни дебюти. Две седмици по-късно PDI / DreamWorks напълно затвори като част от по-големите усилия за преструктуриране на компанията-майка.

## Поредици
| Заглавия                    | Филми | Късометражни филми | Премиери      | Телевизионни сезони |
| --------------------------- | ----- | ------------------ | ------------- | ------------------- |
| „Принцът на Египет“         | 2     | 0                  | 1998–2000     | 0                   |
| „Шрек“                      | 6     | 8                  | 2001–настояще | 6                   |
| „Спирит“                    | 2     | 2                  | 2002–настояще | 12                  |
| „Мадагаскар“                | 5     | 4                  | 2005–настояще | 15                  |
| „Кунг-фу панда“             | 3     | 5                  | 2008–настояще | 4                   |
| „Как да си дресираш дракон“ | 3     | 6                  | 2010–настояще | 13                  |
| „Круд“                      | 2     | 0                  | 2013–настояще | 5                   |
| „Турбо“                     | 1     | 0                  | 2013–2016     | 3                   |
| „Мистър Пибоди и Шърман“    | 1     | 1                  | 2014–2017     | 4                   |
| „У дома“                    | 1     | 0                  | 2015–2018     | 4                   |
| „Тролчета“                  | 2     | 0                  | 2016–настояще | 9                   |
| „Приказки от Аркадия“       | 1     | 0                  | 2016–2021     | 6                   |
| „Бебе Бос“                  | 2     | 1                  | 2017–настояще | 4                   |
| „Капитан Гащи“              | 1     | 0                  | 2017–2020     | 4                   |